# 猿袴
猿袴(さるばかま)は下層の武士や下部(しもべ)などが用いた。雪ばかまともいう。元は下級武士が履いていた立付 が野良着の山袴 として定着しその一種として派生したものの一種である。